# Parablennius lodosus
Parablennius lodosus är en fiskart som först beskrevs av Smith, 1959.  Parablennius lodosus ingår i släktet Parablennius och familjen Blenniidae. Inga underarter finns listade i Catalogue of Life.